# 提姆·米勒
提摩西·「提姆」·米勒（英語：Timothy "Tim" Miller，1964年10月10日—），美國男動畫師、導演和視覺特效總監。他和傑夫·富勒所製作的動畫短片《Gopher Broke》（2004年）獲得了奧斯卡金像獎的最佳動畫短片提名。而於2016年上映的《惡棍英雄：死侍》則成為了他的電影導演處女作。米勒也設計過《龍紋身的女孩》和《雷神奇俠2：黑暗世界》的片頭標題場景。

## 職業生涯
1995年3月，米勒與David Stinnett、Cat Chapman共同創立了視覺特效、動畫和設計公司Blur Studio。他和導演傑夫·富勒一同製作的動畫短片《飢餓的地鼠》在第77屆奧斯卡金像獎上提名了最佳動畫短片。
2011年4月，米勒被聘作為《惡棍英雄：死侍》的導演，電影改編自漫威漫畫旗下的角色死侍。這成為他的電影導演處女作，由萊恩·雷諾斯擔任主角。於2015年3月在溫哥華開始攝製，並於2016年2月上映。
《惡棍英雄：死侍》贏得正面評價和成功的票房後，二十世紀福斯隨即開始計畫續集，而米勒也有望回歸執導。2016年10月，米勒因與雷諾斯間有著創造的分歧而退出，但據報導兩人的分開是友好的。
2017年1月，據報導，米勒將執導「终结者电影系列」的最新電影《未來戰士：黑暗命運》，詹姆斯·卡麥隆則會擔任創意顧問、故事和監製。

## 作品列表

### 電影
| 年份 | 譯名標題                | 原名標題                        | 導演     | 編劇 | 製片       | 其他 | 備註                      |
| ---- | ----------------------- | ------------------------------- | -------- | ---- | ---------- | ---- | ------------------------- |
| 1995 | 《來自陰陽界》          | Hideaway                        | 否       | 否   | 否         | 是   | 視覺效果專家              |
| 2010 | 《爆女大格鬥》          | Scott Pilgrim vs. the World     | 否       | 否   | 否         | 是   | 監督人（Ninja Ninja場景） |
| 2011 | 《龍紋身的女孩》        | The Girl with the Dragon Tattoo | 否       | 否   | 否         | 是   | 創意總監（片頭）          |
| 2013 | 《雷神奇俠2：黑暗世界》 | Thor: The Dark World            | 否       | 否   | 否         | 是   | 第二組導演（開場）        |
| 2016 | 《惡棍英雄：死侍》      | Deadpool                        | 是       | 否   | 否         | 否   | 首次導演                  |
| 2019 | 《未來戰士：黑暗命運》  | Terminator: Dark Fate           | 是       | 否   | 否         | 是   | 也是聯合創意顧問          |
| 2020 | 《音速小子》            | Sonic the Hedgehog              | 否       | 否   | 執行製片人 | 否   |                           |
| 2022 | 《音速小子2》           | Sonic the Hedgehog 2            | 否       | 否   | 執行製片人 | 否   |                           |
| 2024 | 《邊緣禁地》            | Borderlands                     | 補拍導演 | 否   | 否         | 否   |                           |

### 電視
| 年份   | 譯名標題         | 原名標題             | 導演 | 編劇 | 監製       | 備註 |
| ------ | ---------------- | -------------------- | ---- | ---- | ---------- | ---- |
| 2019–  | 《愛x死x機器人》 | Love, Death & Robots | 是   | 是   | 執行製片人 |      |
| 2024年 | 《秘密關卡》     | Secret Level         | -    | -    | 執行製片人 |      |

## 外部連結
- 提姆·米勒在互联网电影资料库（IMDb）上的資料（英文）